# Dermbach
Dermbach é um município da Alemanha, situado no distrito de Wartburg, no estado da Turíngia. Tem 91,96 km² de área, e sua população em 2019 foi estimada em 7.313 habitantes. Os antigos municípios de Brunnhartshausen, Diedorf, Neidhartshausen, Stadtlengsfeld, Urnshausen e Zella/Rhön foram incorporados a Dermbach em janeiro de 2019.